# Psychotria malmei
Psychotria malmei là một loài thực vật có hoa trong họ Thiến thảo. Loài này được (Standl.) Zappi miêu tả khoa học đầu tiên năm 1998.